# Tabasco (Baja California)
Tabasco o Ejido Tabasco, es una localidad mexicana del estado de  Baja California, dentro del municipio de Mexicali y contaba con una población de 1048 habitantes en el año 2020. A finales del 2001 se le consideraba en el ámbito municipal, como un ejido y pertenece a la delegación Morelos.

## Toponimia
La toponimia aplicada a los ejidos del Valle de Mexicali reflejaba la intención de culminar la integración del territorio a escala nacional. Los ejidos creados tras el movimiento Asalto a las tierras, se bautizaron con los nombres de la geografía de México. El mapa del valle de Mexicali se fue llenando con los nombres de todas las entidades federativas del país, así como los de algunas ciudades importantes. En el caso del Ejido Tabasco, se relaciona con el estado Tabasco el cual ha sido objeto de diferentes interpretaciones. La más aceptada es que proviene del nombre del cacique indígena Tabscoob, otra afirmación es que la palabra se origina del náhuatl tlapalco ‘lugar de tierra mojada’ (de tlalli ‘tierra’, paltic ‘cosa húmeda’ y -co, que es una terminación toponímica) lo cual describe el clima de la entidad.

## Historia
Forma parte del Sendero Histórico Juan Bautista de Anza, acorde a historiadores de la región, se menciona que la ruta atraviesa por: Los Algodones (anteriormente San Pablo), Cuervos (antes la ranchería de los indios Cojat), continua por el Ejido Tabasco (antes Laguna de Santa Olaya), prosigue por el Arroyo del Álamo (antiguo cauce del Álamo), pasa por el Ejido Islas Agrarias “B” (anteriormente el “Pozo de las Angustias”) y, finalmente, hasta el Río Nuevo por la carretera Unión (antes un arroyo seco, actualmente la ciudad de Mexicali). En la porción norte del valle de Mexicali se localizan los señalamientos en cada uno de los parajes principales, indicando el trazo de la ruta de Juan Bautista de Anza, efectuada en 1775.
Los sitios son: 
1. Los Algodones, en el parque público.
2. Cuervos, La Panga, esquina noroeste.
3. Ejido Tabasco, en el parque público.
4. Ejido Islas Agrarias B, Canal Independencia, frente al aeropuerto.
5. Ciudad de Mexicali, Carretera Unión, al noreste del puente que cruza el Río Nuevo.

## Geografía
Según datos del INEGI, se encuentra ubicada en las coordenadas 32°33"42' de latitud norte y 114°55"36' de longitud oeste.
El poblado se encuentra en la zona noreste del valle de Mexicali. Su vía principal la constituye la carretera estatal 62 que conecta hacia el sur a con la carretera estatal 63 y ambas se unen para entroncar a pocos metros en esas misma dirección con la carretera federal 2, casi a altura del poblado Hermosillo el cual dista casi 4.3 km. Al norte la mencionada carretera 62 llega a Paredones el cual dista aproximadamente 3.6 km.